# Raz Kenār
Raz Kenār (persiska: رز كنار) är en ort i Iran.   Den ligger i provinsen Mazandaran, i den norra delen av landet, 150 km nordost om huvudstaden Teheran. Antalet invånare är 811.
Terrängen runt Raz Kenār är mycket platt. Runt Raz Kenār är det tätbefolkat, med 286 invånare per kvadratkilometer. Närmaste större samhälle är Babol, 10,1 km sydost om Raz Kenār. Trakten runt Raz Kenār består till största delen av jordbruksmark.